# Phyllachora vernicosa
Phyllachora vernicosa är en svampart. Phyllachora vernicosa ingår i släktet Phyllachora och familjen Phyllachoraceae.

## Underarter
Arten delas in i följande underarter:
- papulosa
- vernicosa